# 桃姓
桃姓，漢字姓氏之一。現今較為罕見，《百家姓》亦未收錄。

## 起源
桃姓的起源有多種說法，最普遍的说法是出自春秋时燕国高士左伯桃，其部分後裔以其名為姓。另有以邑为氏的說法，其先食邑桃丘（故城在今山东省东阿縣西南），因氏。

## 名人
- 桃豹（？-339十二月丁丑）：范陽人氏。是五胡十六國時代後趙的開國君主石勒的部將，後被封為豫州刺使、橫海將軍。

## 延伸阅读
[在维基数据编辑]
 《欽定古今圖書集成·明倫彙編·氏族典·桃姓部》，出自陈梦雷《古今圖書集成》